# Dagda
Dagda és un déu de la mitologia celta. El seu nom significa "déu eficaç" i és la divinització de l'home més poderós de la tribu, per això té atributs de guerrer i de mag. És el patró dels bruixots i del coneixement, per ser ell mateix un druida.
Posseeix una olla màgica capaç d'alimentar totes les persones de la terra (igual que un cap vetlla pels seus subordinats) i amb una arpa (Daurblada) crida les estacions de l'any perquè vinguin. Porta també una roda, símbol del poder del cosmos i una maça amb la que pot provocar la mort immediata de qualsevol ésser humà.
Entre els irlandesos rep també el nom d'Eochaid, Ollathair i Ruadh Rofessa i ocupa el segon lloc en importància del panteó, per sota de Lug. Entre els gals, les seves funcions estan repartides amb Sucellos.
Casat amb Morrigan, va tenir una relació amb la deessa Boann. Per tal d'amagar-la, va fer que el sol es detingués durant nou mesos i així ella va parir el seu fill Aengus en un dia (qui després el trairà per quedar-se amb els seus dominis).